# Resolução 45 do Conselho de Segurança das Nações Unidas
Resolução 45 do Conselho de Segurança das Nações Unidas, aprovada em 10 de abril de 1948, após análise do pedido de Myanmar para ser membro da Organização das Nações Unidas, o Conselho recomendou à Assembléia Geral que Myanmar deve ser admitido.
Foi aprovada com 10 votos, com uma abstenção da Argentina.